# ГЕС Jīnpíng
ГЕС Jīnpíng (金平水电站) — гідроелектростанція у центральній частині Китаю в провінції Сичуань. Знаходячись перед ГЕС Jīnyuán, становить верхній ступінь каскаду на річці Jīntānghé, лівій притоці Дадухе, котра приєднується праворуч до Міньцзян (великий лівій доплив Янцзи).
В межах проекту річку перекрили насипною греблею із асфальтобетонним ущільненням висотою 91 метр, довжиною 268 метрів та шириною по гребеню 10 метрів. Вона утримує водосховище з об'ємом 22,7 млн м3 (корисний об'єм 2,7 млн м3) та припустимим коливання рівня поверхні у операційному режимі між позначками 3037 та 3090 метрів НРМ. Під час повені рівень може зростати до 3091,7 метра НРМ, а об'єм — до 23,8 млн м3.
Зі сховища по дериваційному тунелю довжиною 7,8 км ресурс транспортується до машинного залу. Тут встановлені дві турбіни типу Френсіс потужністю по 50 МВт (номінальна потужність станції рахується як 81 МВт), які використовують напір у 412 метрів та забезпечують виробництво 384 млн кВт-год електроенергії на рік.